# ویلم ون کپل
ویلم ون کپل (انگلیسی: Willem van Keppel, 2nd Earl of Albemarle; ۵ ژوئن ۱۷۰۲ – ۲۲ دسامبر ۱۷۵۴) فرد نظامی اهل بریتانیا بود. وی همچنین برندهٔ جوایزی همچون نشان بند جوراب شده‌است.